# Gallo Matese
Gallo Matese (Ru Uàllë in dialetto locale) è un comune italiano di 442 abitanti della provincia di Caserta in Campania.
Il 2 gennaio 1927, eliminata la provincia di Caserta, Gallo Matese passò alla provincia di Campobasso, ritornando alla provincia di Caserta l'11 giugno 1945, quando questa fu ripristinata dopo la seconda guerra mondiale.

## Geografia fisica

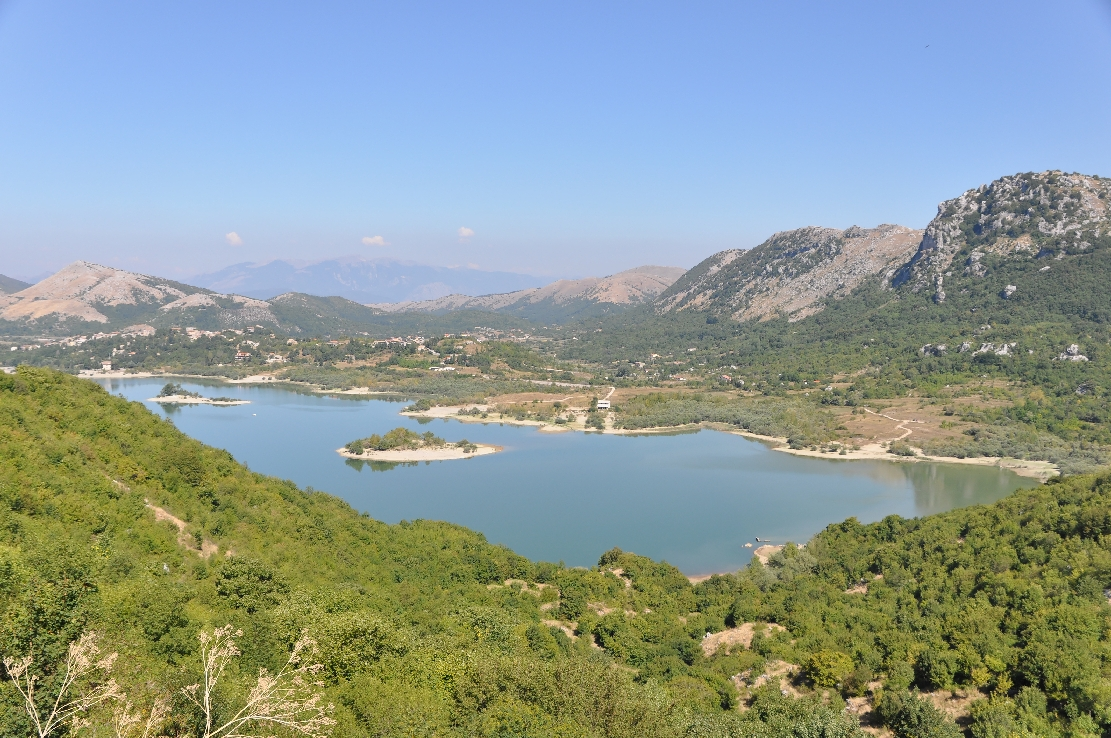
Il lago di Gallo Matese visto da Letino

Situato al confine con la regione Molise, sorge su un colle al centro di una verde vallata occupata in parte da un lago.
Nella frazione di Vallelunga, a circa 10 km da Gallo, vi è lo strapiombo Masso Rosso (Piescurusc).
La vallata di Gallo è raggiungibile attraverso tre strade: dal bivio Fontegreca-Capriati a Volturno per coloro che arrivano da Venafro, da Monteroduni per coloro che arrivano da Isernia, e da Letino per coloro che arrivano dal lago del Matese. Gallo Matese è all'interno del parco nazionale del Matese.

## Storia
Non esistono documenti che attestino con esattezza la data dei primi insediamenti nella zona di Gallo Matese.
Tito Livio parla di una fiera e battagliera popolazione nella zona nord della Campania; queste popolazioni erano chiamate Montesi da cui il nome della zona.
I progenitori dei gallesi parteciparono alle guerre che i Sanniti Pentri, confederati con altri stati Sanniti, condussero contro la nascente potenza militare romana (I e II guerra sannitica).
Successivamente queste popolazioni furono assoggettate a Roma, la quale, nella ristrutturazione del territorio italico in regioni, introdusse il Matese nella prima regione.
È presumibile che sia di questo periodo la carreggiata scavata nella roccia che si inerpica, a partire dalla pianura del Volturno, sul versante di Venafro, su per la costa del monte Pesco Rosso ed il fosso dei Maragoni fino a Gallo Matese ed oltre.
È da presumere che questa fosse una via di comunicazione tra le zone più interne del Matese, la via Abebuzia sul versante alifano, la via Latina sul versante venafrano.
Dopo la caduta dell'Impero Romano la zona del Matese, grazie alla sua posizione geografica, non ha subito invasioni barbariche.
Intorno al 600 d.C., come risulta dalle Cronache Cassinesi conservate nella biblioteca di Montecassino, Romualdo I duca di Benevento, accoglie, sotto ordine del padre Grimoaldo, re d'Italia, un gruppo di bulgari che, spinti dall'incalzare di altri popoli lasciarono l'Asia e, attraverso le alpi, scesero in Italia.
Poiché nella gualstaldia di Boiano erano compresi anche i monti del Matese, ci fu indubbiamente una fusione tra il gruppo etnico bulgaro e le popolazioni sannitiche del luogo: i Gallesi sono quindi sanniti-bulgari.
Nel 1154 Gallo Matese si chiamava Gualdum (molto probabilmente derivante dal tedesco wald, bosco) ed era feudo di Riccardo, conte di Fondi. In questo periodo Gallo Matese era stato dichiarato "Feudum Unius Milites", cosa che comportava l'obbligo di fornire un contingente militare di dodici soldati e di dodici inservienti in occasione di fatti militari, cosa che avvenne per la prima crociata.
Nel 1239, Giovanni di Guglielmo di Prata, fu feudatario anche del feudo di Gualdo; dal 1329 al 1576 Gallo Matese appartenne alla Baronia di Prata passando in possesso delle famiglie che detennero detta Baronia: quali i Capuano, i Sanfromondo, i Pandone, i Mobel, i Rota, i Villani, i Carafa, ed i De Cordenis.
Intorno al 1620, come risulta da un documento custodito nell'abbazia di Montecassino, il paese si chiamava Lo Gallo.
Nel 1649 il feudo di Gallo, con il titolo di marchesato, fu retto dalla famiglia Mastullo.
Nel 1741, data di inizio del catasto onciario di Gallo, utile possessore della terra di Gallo è il principe Giovanni Pignatelli della terra di Monteroduni. I Pignatelli mantennero il possesso di Gallo fino all'abolizione della Feudalità avvenuta nel 1806. Tra il 1806 ed il 1815 numerosi beni ecclesiastici e monastici furono assorbiti dal demanio e successivamente venduti ai privati.
Nel 1802 la popolazione ascendeva a circa 1 500 abitanti.
Intorno al 1860-1861 il Matese fu scosso dai moti insurrezionali dei briganti: i ribelli entrarono in Presenzano e Capriati; occuparono Letino, irruppero in Roccamandolfi, Pratella, Val di Prata e Castelpizzuto inneggiando a Francesco II.
Numerosi scontri si ebbero sul Matese: nel territorio di Gallo Matese, nella località Campo figliuolo, gli insorti sconfissero una compagnia di bersaglieri.

### Banda del Matese

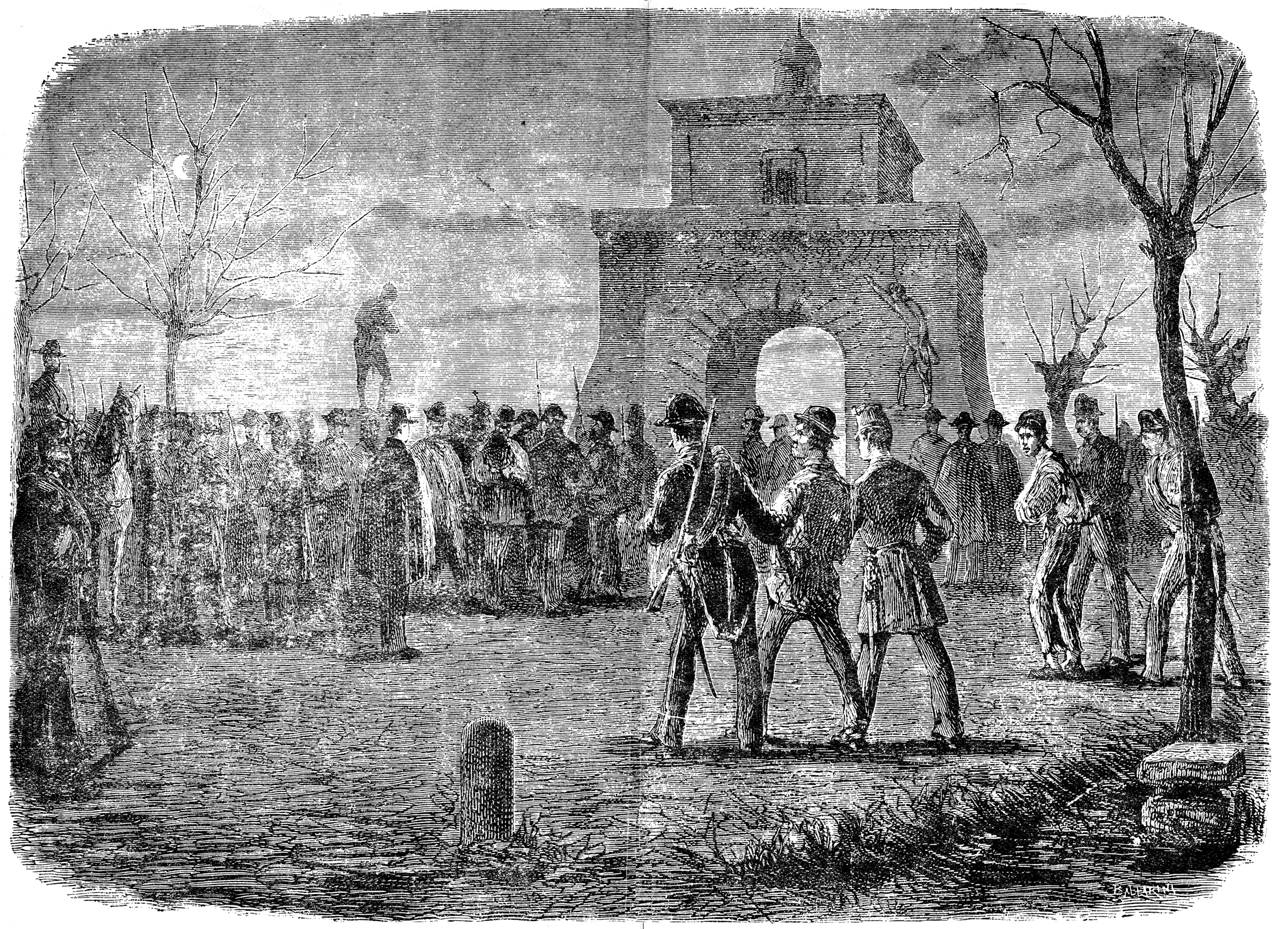
L'arresto della banda del Matese, nell'aprile 1877

Successivamente, nel 1877, ci fu uno dei tentativi insurrezionali più importanti, per concezione e per risultati propagandistici, attuato nella zona del Matese da un gruppo di aderenti alla Federazione italiana dell'Associazione internazionale dei lavoratori, detto in seguito appunto "Banda del Matese". Vi aderivano molti dei personaggi più rappresentativi dell'anarchismo italiano dell'epoca, tra cui, in particolare, Carlo Cafiero ed Errico Malatesta.
La scelta della zona non era stata fatta a caso. Impervia, montagnosa, scarsamente popolata, rappresentava un ambiente ideale per la guerriglia: gli uomini avrebbero potuto facilmente compiere le proprie sortite nei vari centri abitati e poi rintanarsi al sicuro nei posti e nelle cascine abbandonate.
Il giorno 8 aprile 1877 la banda del Matese era guidata da Cafiero, Malatesta e da Pietro Cesare Ceccarelli; dopo aver occupato il limitrofo paese di Letino, si diressero verso Gallo Matese. Al municipio di Gallo gli anarchici arrivarono verso le due del pomeriggio. Malatesta aprì la serratura a pistolettate e, così come fatto a Letino, tutta la "carta bollata" del Comune fu arsa: registri catastali, schedari delle imposte, atti ipotecari, ecc., il tutto per dimostrare simbolicamente l'abolizione dei diritti dello Stato e della proprietà privata.

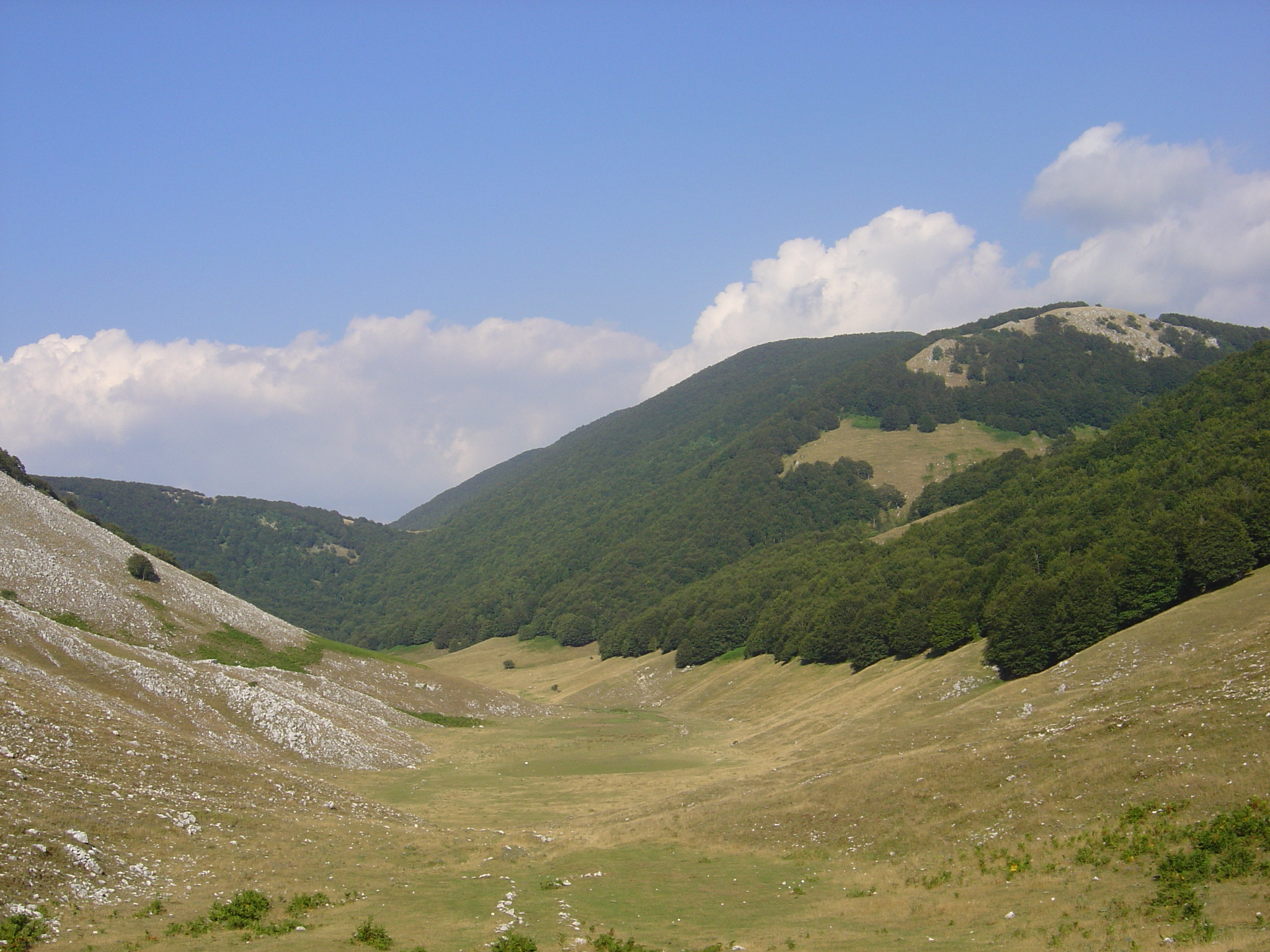
Valli dei dintorni di Gallo Matese

Tutto si svolse nell'entusiasmo e senza difficoltà di alcun genere. Le truppe governative, anche se non si erano ancora fatte vedere, non erano restate con le mani in mano. Gli internazionalisti, quando abbandonarono Gallo, si trovarono praticamente e improvvisamente accerchiati. A complicare la situazione si aggiunse il maltempo. Gli uomini passarono tutto il 9 e 10 aprile nel duplice tentativo di cercare un rifugio e di superare l'accerchiamento, ma senza esito.
Il giorno 11, la banda trovò finalmente riparo nella masseria Concetta, tre miglia sopra Letino e qui decise di fermarsi. Il 12 aprile un reparto di bersaglieri fece irruzione nella cascina sorprendendo gli anarchici. Date le condizioni degli uomini e delle armi non ci fu resistenza. L'insurrezione del Matese era finita.
Dal 1927 al 1945 Gallo Matese appartenne alla provincia di Campobasso a causa della temporanea soppressione della provincia di Caserta.

### Simboli
Lo stemma comunale è stato concesso con decreto del presidente della Repubblica del 25 gennaio 2005.
Il gonfalone è un drappo di giallo.

## Monumenti e luoghi d'interesse

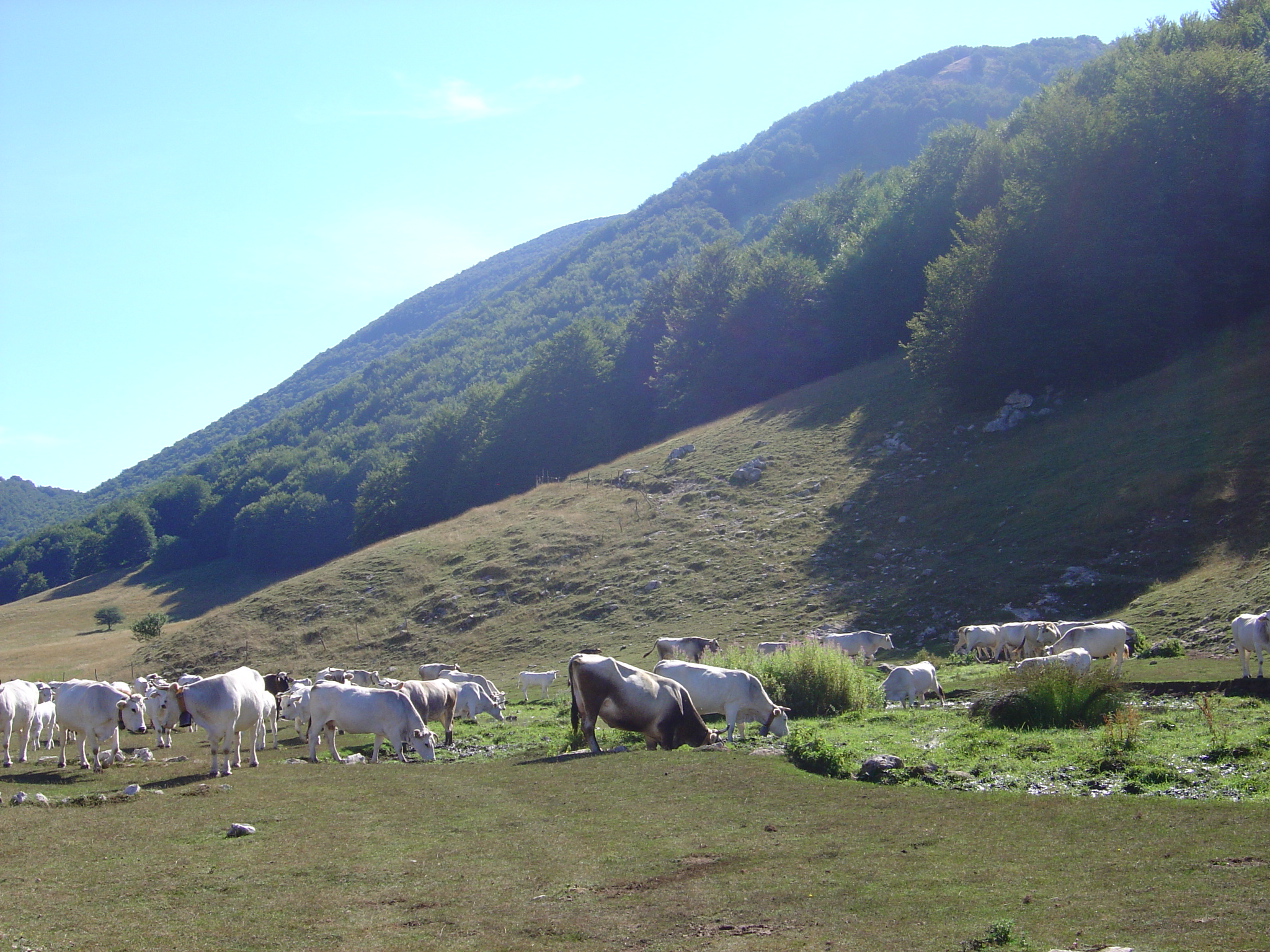
Pascolo di bovini nelle campagne di Gallo Matese

Il centro storico ha antiche case in pietra locale, fra le quali si incontrano due chiese: San Simeone e la Ave Gratia Plena, che ha una facciata con portale del XVIII secolo, ma di gusto tardo barocco su cui spicca una finestra sagomata a cassa di violino dove si può notare un'antica campanella.
Il Palazzo dei Signori di Bojano è del XVIII secolo, in pietra calcarea, ma abbandonato.
Nella parte più alta di Gallo (r' C'm'ntier) vi sono i resti di una Torre cilindrica medioevale.
Fra le bellezze naturali ci sono i boschi di faggio ed il lago, le grotte carsiche della zona e lo strapiombo Pesco Rosso in località Vallelunga.

## Società

### Evoluzione demografica
Nel 1861 risulta che Gallo contava 2 015 abitanti. Da questa data in poi la popolazione è cresciuta, fino a toccare la punta massima di 3 417 unità nel 1921. In seguito la popolazione è diminuita fortemente fino ai 761 abitanti nel 2001 ed agli attuali (datoIstat 2018) 533 abitanti.
Abitanti censiti

## Economia

### Prodotti e piatti tipici
La tradizionale lavorazione a tombolo di Gallo Matese, produce un tipo di pizzo particolarmente elaborato.
Dal punto di vista culinario, si producono i caciocavalli, il pecorino, i fagioli, le patate, i salumi ed il tipico pane locale.
Piatti tipici sono: Sogn i fasuor i cotna (tagliatelle con fagioli e cotiche), Frattacc', fasuor', m'nestra i sauchicchia (polenta dura con fagioli, verdura e salsiccia), L'frecul' (un misto di frattacc'  e patate con pezzi di salsiccia locale, il tutto cotto sul fuoco). Altri piatti tipici non più in uso frequente: frascariegl (piatto a base di farina), rattnota (piatto a base di uova e pane), pon' cuott' (pan cotto).

## Amministrazione
| Periodo | Periodo   | Primo cittadino          | Partito                                | Carica      | Note |
| ------- | --------- | ------------------------ | -------------------------------------- | ----------- | ---- |
| 1985    | 1990      | Giovannantonio Izzi      | Democrazia Cristiana                   | Sindaco     |      |
| 1990    | 1991      | Giovanni Di Pietrantonio | Partito Socialista Italiano            | Sindaco     |      |
| 1991    | 2001      | Domenico Delli Carpini   | PSI-SI-SDI                             | Sindaco     |      |
| 2001    | 2002      | Giuseppe Guetta          |                                        | commissario |      |
| 2002    | 2011      | Francesco Confreda       | Lista civica                           | Sindaco     |      |
| 2011    | 2012      | Stefano Italiano         |                                        | commissario |      |
| 2012    | 2017      | Giovanni Antonio Palumbo | Lista civica                           | Sindaco     |      |
| 2017    | 2022      | Antonella Delli Carpini  | Lista civica                           | Sindaco     |      |
| 2022    | in carica | Giuseppe Pirraglia       | Lista civica: "Rinascita Gallo Matese" | Sindaco     |      |

## Sport

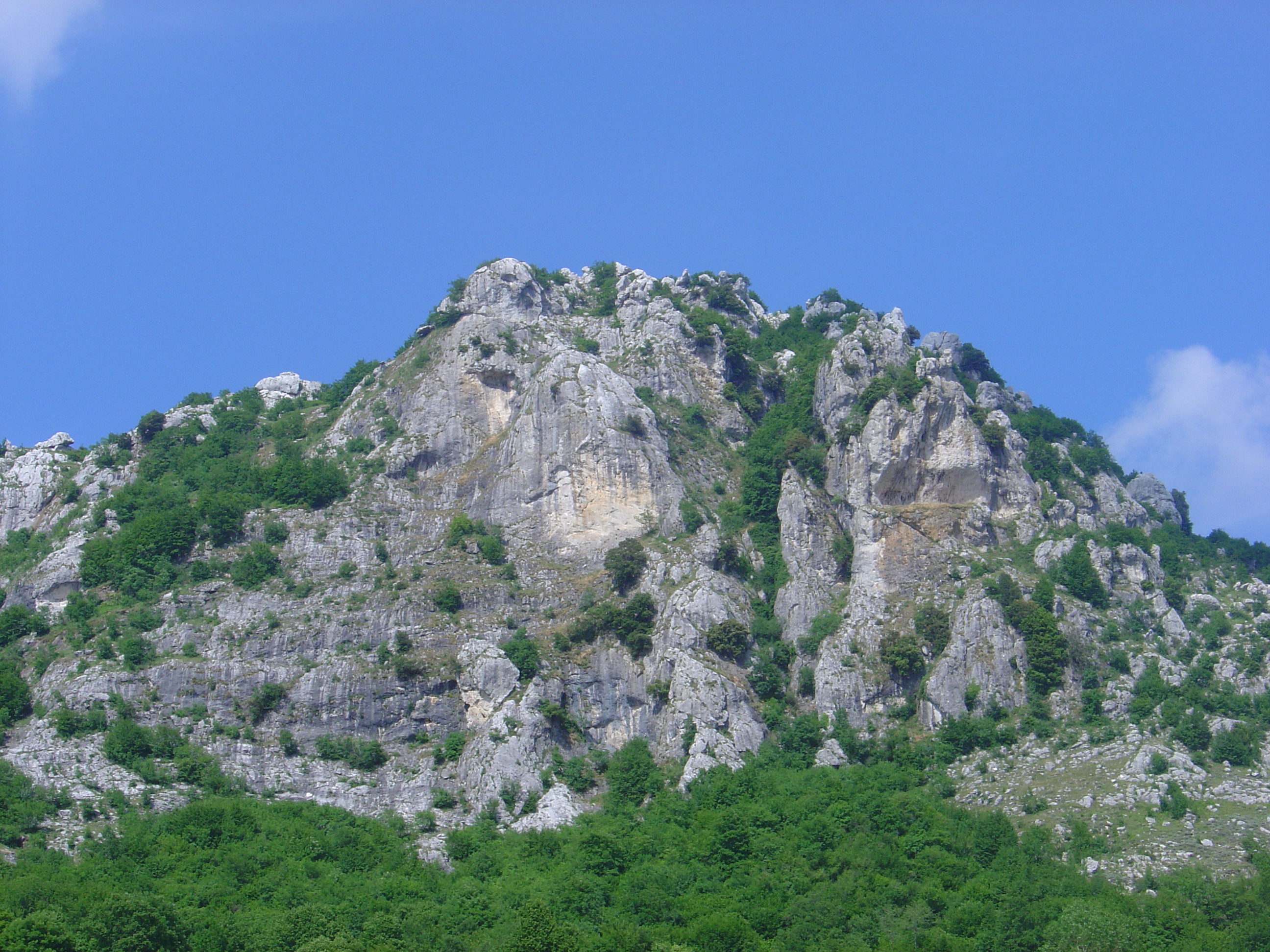
La Preucia

Sulle falesie de La Preucia si pratica l'arrampicata.